# کورتیس نلسون
کورتیس نلسون (انگلیسی: Curtis Nelson؛ زادهٔ ۲۱ مهٔ ۱۹۹۳) بازیکن فوتبال اهل بریتانیا است.
از باشگاه‌هایی که در آن بازی کرده‌است می‌توان به باشگاه فوتبال پلیموث آرگیل و باشگاه فوتبال استوک سیتی اشاره کرد.
وی همچنین در تیم ملی فوتبال England U18 بازی کرده‌است.